# Emil Habdank von Dunikowski

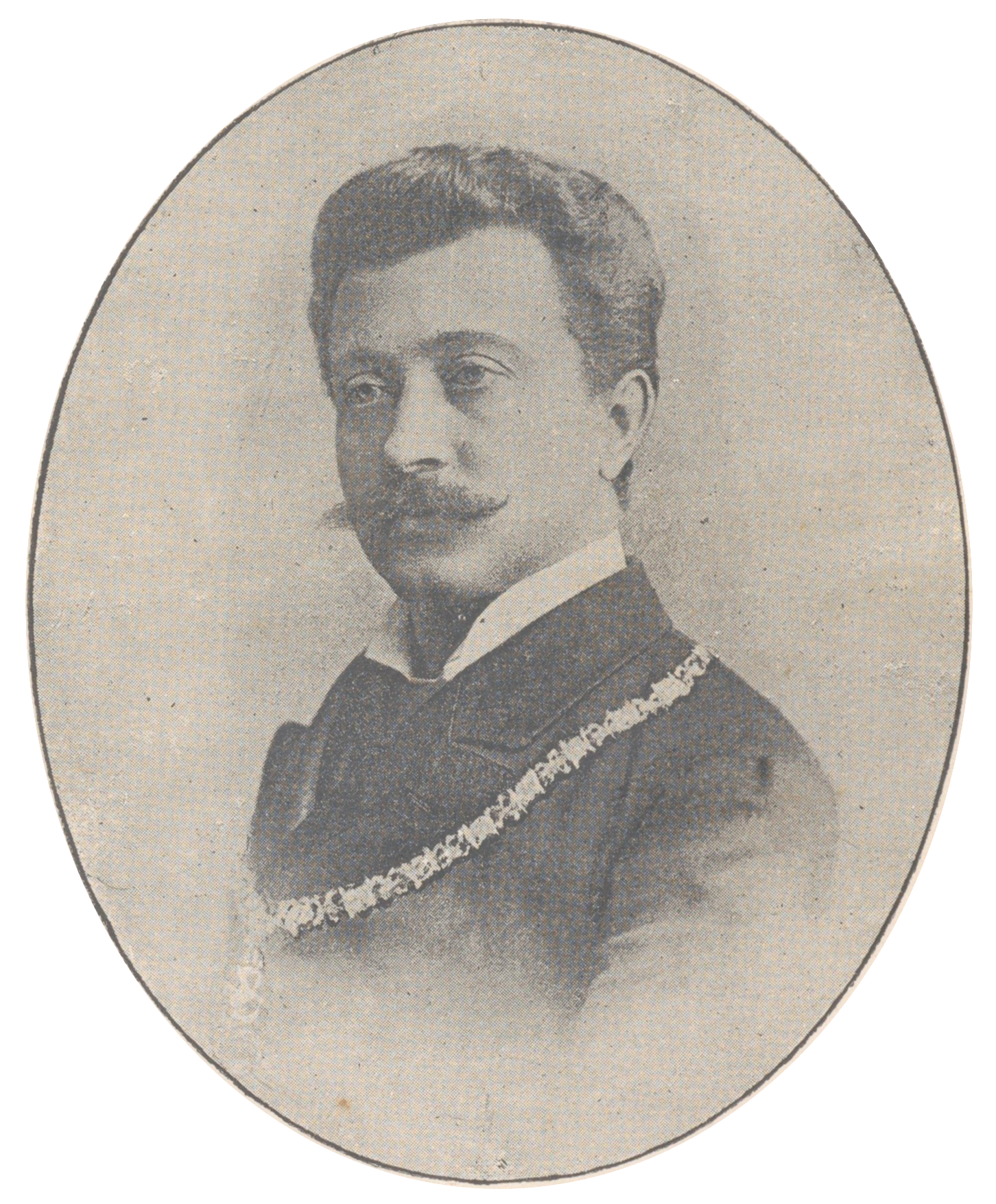
Emil Habdank von Dunikowski (1893)

Emil Habdank von Dunikowski (* 13. Dezember 1855 in Tustan; † 24. Juni 1924 in Lemberg) war ein österreichischer Geologe.
Dunikowski wurde 1877 an der Universität Wien zum Dr. phil. promoviert. Von 1877 bis 1879 war er am Polytechnikum in Lemberg Assistent und von 1879 bis 1881 an der Geologischen Reichsanstalt in Wien Volontär. Im Zeitraum von 1881 bis 1884 war Dunikowski an der Universität München Assistent am Institut für Paläontologie und historische Geologie. 1884 habilitierte er sich an der Universität Lemberg, wo er ab 1888 zunächst außerordentlicher Professor für Mineralogie und von 1890 bis 1924 ordentlicher Professor für Geologie war.
Im Bereich der Paläontologie erforschte Dunikowski überwiegend Spongien.

## Veröffentlichungen (Auswahl)
- Das Gebiet des Strypaflusses in Galizien. In: Jahrbuch der Geologischen Reichsanstalt. Band 30, 1880, S. 43–68 (zobodat.at [PDF; 2 MB]).
- Geologische Verhältnisse der Dniesterufer in Podolien. In: Verhandlungen der Geologischen Reichsanstalt. 1881, S. 82–83 (zobodat.at [PDF; 322 kB]).
- Die Spongien, Radiolarien und Foraminiferen der unterliassischen Schichten vom Schafberg bei Salzburg. (Mit 6 Tafeln). In: Denkschriften Akad. Wiss. Wien. Band 45 2, 1882, S. 163–194 (zobodat.at [PDF; 3,7 MB]).
- Geologische Untersuchungen in Russisch-Podolien. In: Verhandlungen der Geologischen Reichsanstalt. 1883, S. 288–290 (zobodat.at [PDF; 383 kB]).
- mit Heinrich Walther: Das Petroleumgebiet der galizischen Westkarpathen. In: Verhandlungen der Geologischen Reichsanstalt. 1884, S. 20–25 (zobodat.at [PDF; 581 kB]).
- Ueber einige neue Nummulitenfunde in den ostgalizischen Karpathen. In: Verhandlungen der Geologischen Reichsanstalt. 1884, S. 128–130 (zobodat.at [PDF; 376 kB]).
- Einige Bemerkungen über die Gliederung des westgalizischen Karpathensandsteines. In: Verhandlungen der Geologischen Reichsanstalt. 1885, S. 238–240 (zobodat.at [PDF; 390 kB]).
- Die Cenoman-Spongien aus dem Phosphoritlager von Galizisch Podolien. In: Pamietnik Akademija Umiejetnosci w Krakowie, 16, 1889, S. 70–87 (online PDF; 14,9 MB).
- Wissenschaftliche Ergebnisse der Expedition nach dem Sichota-Alin: I. Stratigraphische Geologie (Wyniki naukowe wyprawy do Sichota-Alin: cz. I. Geologia stratygraficzny), In: Anzeiger der Akademie der Wissenschaften in Krakau Mathematisch-Naturwissenschaftliche Klasse: Reihe A: Mathematische Wissenschaften, 1912 (1913), S. 533–574.